# Видрич Антон Павлович
Антон Павлович Видрич (нар. 30 січня 2008, с. Боратин, Волинська область, Україна) — український футболіст, центральний нападник рівненського «Вереса».

## Життєпис
Народився в селі Боратин Волинської області. Футбольну кар'єру розпочав у місцевому клубі «Ласка», який виступав у юнацькому чемпіонаті Волинської області. Згодом перебрався до структури луцької «Волині», за яку виступав у юнацьком чемпіонаті Волинської області та ДЮФЛУ.
На початку липня 2023 року опинився у структурі «Вереса». На початку сезону 2024/25 років переведений до юнацької команди рівнян. Вперше до заявки головної команди потрапив 11 березня 2025 року на переможний (5:1) домашній поєдинок 21-го туру Прем'єр-ліги України проти житомирського «Полісся», але просидів усі 90 хвилин на лаві запасних. У футболці рівненського клубу дебютував 2 квітня 2025 року в програному (0:1) домашньому поєдинку 1/4 фіналу кубку України проти житомирського «Полісся». Антон вийшов на поле на 110-й хвилині замість Євгенія Шевченка. В еліті українського футболу дебютував 6 квітня 2025 року в програному (0:3) виїзному поєдинку 23-го туру проти донецького «Шахтаря». Видрич вийшов на поле на 81-й хвилині замість Миколи Гайдучика.